# Cafè Arbocenc
El Cafè Arbocenc és una obra del municipi de l'Arboç inclosa en l'Inventari del Patrimoni Arquitectònic de Catalunya.

## Descripció
L'edifici ocupa una part de les voltes que hi ha a la plaça.Té quatre plantes. Els baixos presenten una portalada de caràcter antic que mena a una gran entrada. El pis noble, ocupat actualment per un bar, té una gran balconada que recórrer tota la façana, la part esquerra de la qual és sostinguda per una de les voltes de la plaça. La balconada consta de dues portes balconeres de llinda, on penja el rètol de "casino arbosense". La segona planta té dos petits balcons amb barana de ferro forjat i llinda. Les golfes presenten dues petites finestres quadrangulars.

## Història
Abans l'edifici era un habitatge, actualment hi ha un cine i un cafè. Hom recorda encara que al pis del cafè tenia l'habitatge la "senyora Teresita" nom mitjançant el qual es coneixia Teresa Mayné. Cap al 1888 la societat recreativa "Casino arbosense" inicià les obres en aquest edifici per tal de convertir-lo en l'actual cafè. Tot seguit també inicià la construcció del teatre annex que va ser usat per a les activitats de cinema, ball i teatre, en el qual actuà durant molts anys el grup d'aficionats "Elenc artístic arbocenc". Aquest local a partir del 1959 fou utilitzat exclusivament com a cinema.